# Bree (Narnia)
Bree (abreviación de Breehy-hinny-brinny-hoohy-hah) es un personaje ficticio de la saga Las Crónicas de Narnia, del autor británico C. S. Lewis. Es un personaje destacado en El caballo y el muchacho.
Bree nació como una bestia libre y parlante en la tierra de Narnia, pero fue capturado de pequeño por los Calormenes, y vivió su vida como un caballo guerrero de Calormen, propiedad de los seres humanos, teniendo que ocultar su verdadera naturaleza. Al vivir como la única bestia parlante entre bestias "mudos y tontas", Bree ha llegado a ser a la vez orgulloso y vano. 
En El caballo y el muchacho, Bree y el muchacho Shasta se convierten en compañeros en un viaje para escapar de Calormen y encontrar la libertad en los países del Norte, Archenland y Narnia. En su viaje, se unen con Hwin, otra yegua parlante y Aravis, una joven muchacha. 
En el transcurso de sus aventuras, logran frustrar un intento de invasión de Archenland a Narnia, y Bree aprende a hacer frente a su orgullo y vanidad cuando Aslan interrumpe uno de sus vanidosos monólogos y le da una lección al final del libro, con el fin de realmente entrar en una vida libre como narniano.
- Datos: Q3319880